# 第三五ヶ瀬川橋梁
第三五ヶ瀬川橋梁（だいさんごかせがわきょうりょう）は、2008年12月に廃線となった高千穂鉄道高千穂線の日向八戸駅 - 吾味駅間（宮崎県西臼杵郡日之影町）にある鉄道橋で、五ヶ瀬川を跨いでいる。
コンクリートと鉄の複合構造の橋梁で、国の重要文化財・土木学会の選奨土木遺産に指定されている。
廃線後は、日之影町が森林セラピー基地のコースの１つ「TR鉄道跡地散策コース」の中に組み込まれ、遊歩道として開放されている。

## 歴史
- 1939年（昭和14年） - 国鉄日ノ影線 槇峰 - 日ノ影間を延伸開業に伴い運用開始[4]
- 2005年（平成17年）9月6日 - 台風14号による増水で全線で運行休止
- 2008年（平成20年）12月28日 - 槇峰 - 高千穂間 廃止
- 2010年（平成22年） - 土木学会の選奨土木遺産 選奨
- 2020年（令和2年）12月23日 - 国の重要文化財 指定